# 海辛 (作家)
海辛（1930年—2011年2月），原名鄭雄，筆名范劍，籍貫廣東中山，香港電影編劇、兒童文學作家。

## 生平
海辛於小學四年級因逃避日軍而到達香港，不足兩年就回到中山，中學曾受革命人物鄭彼岸教授中文而對文學產生興趣，約五十年代定居香港。
海辛曾進入中聯影業公司跟隨劉芳學習編劇，又到鳳凰公司當電影宣傳，至七十年代全職寫作。

## 作品
- 小說：
  - 《青春戀曲》
  - 《一家人》
  - 《飛向藍天》
  - 《對岸》
  - 《天使天使》
  - 《花族留痕》